# 우에스기 나리사다
우에스기 나리사다(일본어: 上杉斉定, 1788년 10월 3일 ~ 1839년 3월 16일)는 일본 에도 시대의 다이묘로, 요네자와번의 11대 번주이다. 어릴적 이름은 미야마쓰(宮松)이고, 통칭은 기헤이지(喜平次)이며, 초명은 사다유키(定祥)였다. 나중에 도쿠가와 이에나리로부터 편휘를 받아 나리사다(斉定)로 개명하였다. 관위는 종4위하, 시종(侍従), 단조쇼히쓰(弾正少弼)이며, 선정을 표창받아 양아버지인 10대 번주 우에스기 하루히로와 함께 소장(少将)으로 승진하였다.

## 생애
덴메이 8년(1788년) 9월 4일, 요네자와 번의 8대 번주 우에스기 시게사다의 맏아들인 우에스기 가쓰히로의 아들로 태어났다. 간세이 6년(1794년), 하루히로의 양자 우에스기 아키타카가 사망함에 따라 나리사다가 후계자로서 지명되었다. 양할아버지이자 고모부인 우에스기 하루노리의 은거소인 요네자와 성 산노마루(三の丸)의 찬하관(餐霞館)에 맡겨져 하루노리에 의해 길러졌고, 잠자리를 같이 하였다. 간세이 11년(1799년)에는 하루노리와 함께 아카유 온천(赤湯温泉)으로 요양 여행을 가기도 했다.
교와 2년(1802년)에 기헤이지로 개명하였다. 분카 3년(1806년)에는 나리사다의 세자 교육을 위해 하루노리에 의해 에도 막부의 유학 관리인 고가 세이리가 초빙되었다. 원복식을 행한 이듬해인 분카 6년(1809년) 4월, 하루히로의 딸과 혼인하였고, 분카 9년(1812년) 9월 7일에 하루히로가 은거함에 따라 번주직을 계승하였다.
이 무렵 요네자와 번은 명군 우에스기 하루노리의 치세에 의해 번 통치와 재정이 재건되어 있었는데, 하루노리가 죽은 이듬해인 분세이 5년(1823년), 번의 상인에 대한 채무를 모두 상환하였고, 나리사다는 번 통치 기반을 확립시켰다. 또한 오이시 쓰나토요를 집정으로 삼아 번 통치를 담당시켰고, 선대부터 현안이었던 이토요 산 관개 사업도 분세이 원년(1818년)에 완성되었다.
덴포 대기근이 일어났을 때에는 덴메이 대기근 때의 하루노리의 시책을 모범으로 하여, 번주가 스스로 죽을 먹고 백성에 대해서도 쌀을 지급하는 등의 조치를 취해, 한 사람의 아사자도 나오지 않는 수완을 보였다. 덴포 2년(1831년)에는 번사로부터의 봉록 대출을 중지하고, 50석 이하의 하급무사에게 수당금을 주었다. 덴포 10년(1839년) 2월 2일, 52세의 나이로 사망하였고, 맏아들 우에스기 나리노리가 그 뒤를 이었다.
| 전임 우에스기 하루히로 | 제11대 요네자와번 번주 1812년 ~ 1839년 | 후임 우에스기 나리노리 |